# Xavier Clément
Xavier Clément de son vrai nom Xavier Vanderberg, né le 24 novembre 1950 à Libourne, est un acteur et metteur en scène français,.

## Filmographie sélective

### Télévision
- 1989 : La Comtesse de Charny : docteur Raynal
- 1991 : Cas de divorce (Maître Durieux)
- 1997 : Les Cordier, juge et flic
- 1996 : Petite Sœur de Marion Sarraut
- 1998 - 2007 : Une femme d'honneur : Patrick Platon
- 2001 : Belle Grand Mère "La Trattoria" de Marion Sarraut : Philippe
- 2011 - 2014 : Une famille formidable : le prêtre
- 2012 : Un crime oublié de Patrick Volson : Fonfon

## Théâtre
En 2008, Xavier Clément a mis en scène une reprise du Misanthrope avec comme protagoniste Clément Vandenberg, son fils, qui a fait bon début dans le métier, et qui a été joué pendant un mois à Paris.
Parallèlement, depuis septembre 1999, il enseigne le théâtre dans le collège de Lattre au Perreux. Une passion qui a débouché sur 9 spectacles mis en scène par Xavier Clément en partenariat avec Danièle Lecomte (professeur documentaliste) puis Éléonore Bertrand (professeur agrégé de lettres), puis depuis fin 2010 avec Adeline Serrano (professeur de français au collège de Lattre au Perreux) et Véronique Roussel (professeur de français au collège de Lattre au Perreux). Il a aussi enseigné le théâtre au collège terre rouge (Épernay).
- 2008 : Le Misanthrope (de Molière)
- 2008 : Un Banquet chez Barbe Bleu (Comptes de Perrauts et autres)
- 2009 : J'm'appelle pas Shéhérazade (de Natacha de Pontcharra)
- 2010 : Le Grand Chariot
- 2011 : Les Fables de la fontaine (de Jean de La Fontaine)
- 2012 : Un Singe à l'académie d'après Franz Kafka[3]
- 2013-2014 : A l'arrêt de Lionel Deschamps[4]
- 2015 : Les Chaises d'Eugène Ionesco[5]
- 2017 : Le Joueur d'échecs  de Stefan Zweig [6]